# Stiring-Wendel
Stiring-Wendel (duits: Stieringen-Wendel) is een gemeente in het Franse departement Moselle (regio Grand Est). De gemeente maakt deel uit van het arrondissement Forbach-Boulay-Moselle. Stiring-Wendel telde op 1 januari 2022 11.048 inwoners.

## Naamgeving
In 1846 stichtte staalbaron Charles de Wendel in Stiring een staalfabriek met een woonwijk voor het personeel. Sinds 1857 heet de plaats daarom Stiring-Wendel. Het gemeentewapen toont de drie hamers van het wapen van familie de Wendel.

## Geografie
De oppervlakte van Stiring-Wendel bedroeg op 1 januari 2022 3,6 vierkante kilometer; de bevolkingsdichtheid was toen 3.068,9 inwoners per km².

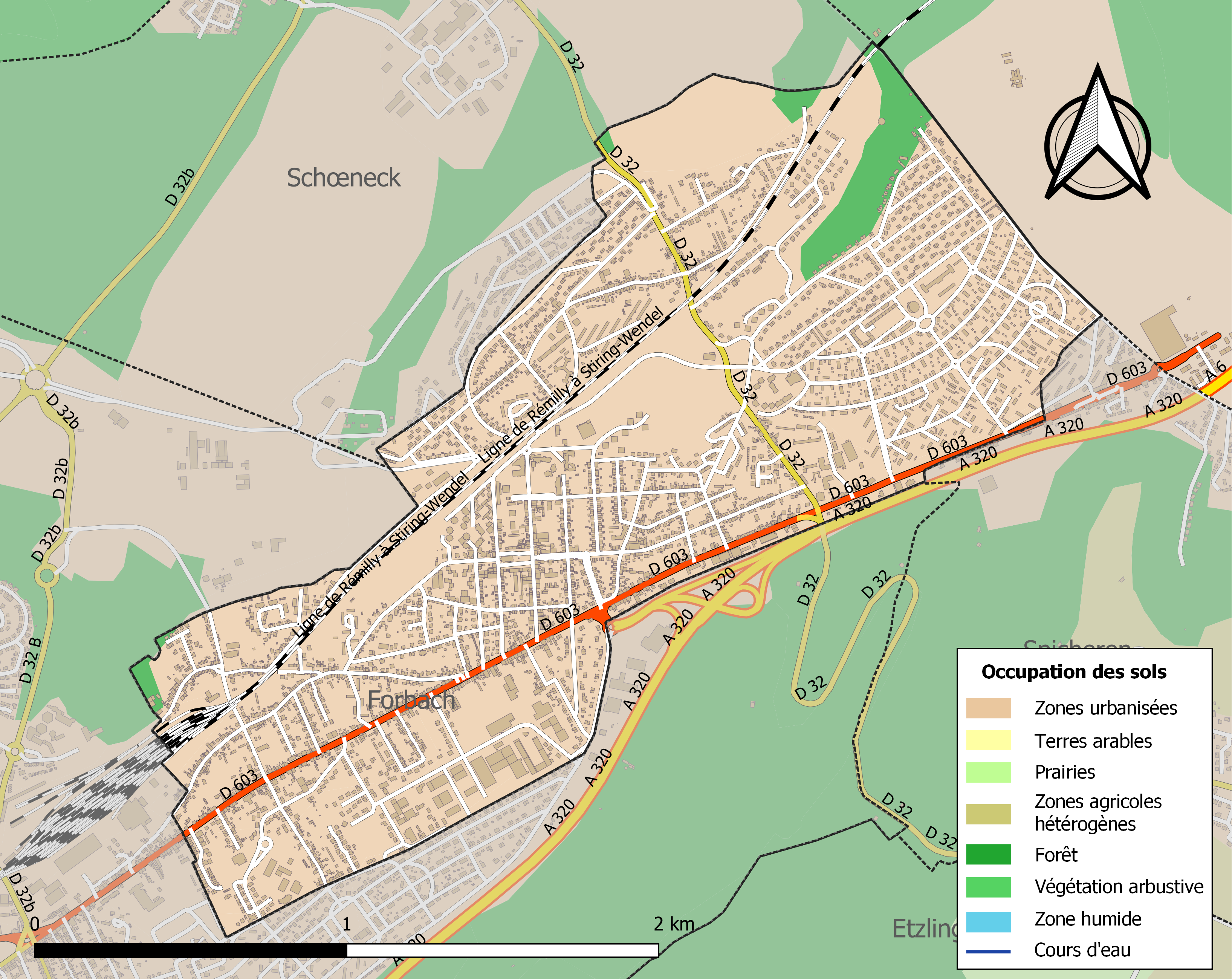
Kaart van de gemeente met de belangrijkste infrastructuur, bodemgebruik en omliggende gemeenten

## Demografie
Onderstaande figuur toont het verloop van het inwonertal (bron: INSEE-tellingen).